# Selaginella megaphylla
Selaginella megaphylla är en mosslummerväxtart som beskrevs av Bak.. Selaginella megaphylla ingår i släktet mosslumrar, och familjen mosslummerväxter. Inga underarter finns listade i Catalogue of Life.